# Landkreis Heidenheim
Landkreis Heidenheim is een Landkreis in de Duitse deelstaat Baden-Württemberg. Op 31 december 2020 telde de Landkreis 132.812 inwoners op een oppervlakte van 627,12 km². Kreisstadt is de stad Heidenheim an der Brenz.

## Steden en gemeenten
De volgende steden en gemeenten liggen in het Landkreis:
| Steden                                                                                   | Gemeenten |
| ---------------------------------------------------------------------------------------- | --- |
| 1. Giengen an der Brenz 2. Heidenheim an der Brenz 3. Herbrechtingen 4. Niederstotzingen | 1. Dischingen 2. Gerstetten 3. Hermaringen 4. Königsbronn 5. Nattheim 6. Sontheim an der Brenz 7. Steinheim am Albuch |

### Samenwerkingsverbanden
De samenwerkingsverbanden in het Landkreis hebben 2 verschillende namen, namelijk:
- Vereinbarte Verwaltungsgemeinschaften
- Gemeindeverwaltungsverbände

De lichtere van die twee is de Vereinbarte Verwaltungsgemeinschaft. Bij deze vorm van samenwerking worden de minimale wettelijke taken toebedeeld aan de 'vervullende gemeente'. De term 'vervullende gemeente' wil zeggen de gemeente die de wettelijke taken uitvoert voor het samenwerkingsverband.

 De Verwaltungsgemeinschaften zijn:
- Giengen an der Brenz (Giengen an der Brenz, Hermaringen)
- Heidenheim an der Brenz (Heidenheim an der Brenz, Nattheim)

 Het enige Gemeindeverwaltungsverband is:
- Sontheim-Niederstotzingen (Niederstotzingen, Sontheim an der Brenz)

Alb-Donau-Kreis · Baden-Baden · Biberach · Bodenseekreis · Böblingen · Breisgau-Hochschwarzwald · Calw · Emmendingen · Enzkreis · Esslingen · Freiburg im Breisgau · Freudenstadt · Göppingen · Heidelberg · Heidenheim · Heilbronn (stad) · Landkreis Heilbronn · Hohenlohe · Karlsruhe (stad) · Landkreis Karlsruhe · Konstanz · Lörrach · Ludwigsburg · Main-Tauber-Kreis  · Mannheim · Neckar-Odenwald-Kreis · Ortenaukreis · Ostalbkreis · Pforzheim · Rastatt · Ravensburg · Rems-Murr-Kreis · Reutlingen · Rhein-Neckar-Kreis · Rottweil · Schwäbisch Hall · Schwarzwald-Baar-Kreis · Sigmaringen · Stuttgart · Tübingen · Tuttlingen · Ulm · Waldshut · Zollernalbkreis
Dischingen ·
Gerstetten ·
Giengen an der Brenz ·
Heidenheim an der Brenz ·
Herbrechtingen ·
Hermaringen ·
Königsbronn ·
Nattheim ·
Niederstotzingen ·
Sontheim an der Brenz ·
Steinheim am Albuch